# Miłkowice (gmina)
Miłkowice (do 1954 gmina Grzymalin) – gmina wiejska w województwie dolnośląskim, w powiecie legnickim. W latach 1975–1998 gmina położona była w województwie legnickim.
Siedziba gminy to Miłkowice. Przez gminę przebiega droga z Legnicy do Lubina i z Legnicy do Chojnowa.
Według danych z 31 grudnia 2011 gminę zamieszkiwały 6322 osoby. Natomiast według danych z 30 czerwca 2020 roku gminę zamieszkiwały 6802 osoby.

## Struktura powierzchni
Według danych z roku 2002 gmina Miłkowice ma obszar 86,37 km², w tym:
- użytki rolne: 72%
- użytki leśne: 11%

Gmina stanowi 11,6% powierzchni powiatu.

## Demografia
Dane z 30 czerwca 2004:
| Opis                              | Ogółem | Ogółem | Kobiety | Kobiety | Mężczyźni | Mężczyźni |
| --------------------------------- | ------ | ------ | ------- | ------- | --------- | --------- |
| jednostka                         | osób   | %      | osób    | %       | osób      | %         |
| populacja                         | 6118   | 100    | 3131    | 51,2    | 2987      | 48,8      |
| gęstość zaludnienia (mieszk./km²) | 70,8   | 70,8   | 36,3    | 36,3    | 34,6      | 34,6      |

Według danych z roku 2002 średni dochód na mieszkańca wynosił 1134,8 zł.

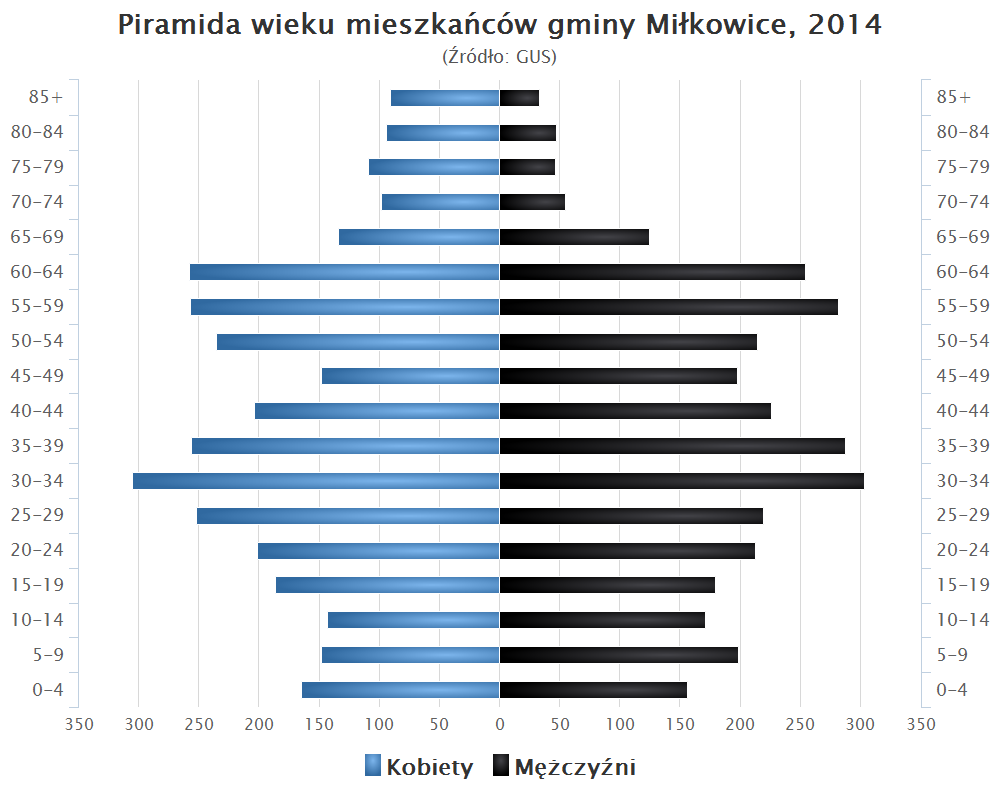
Piramida wieku mieszkańców gminy Miłkowice w 2014 roku

## Galeria

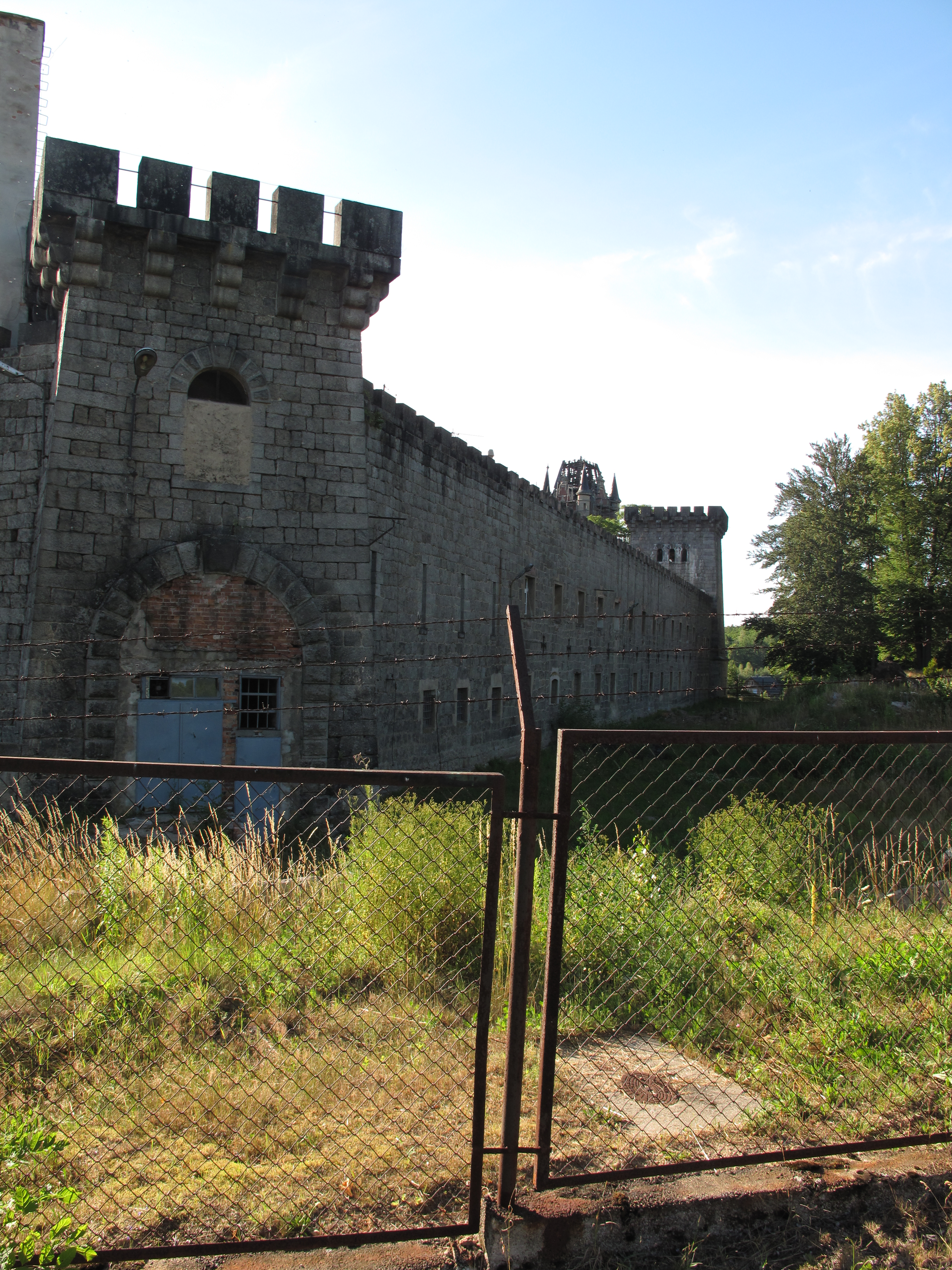
Bobrów
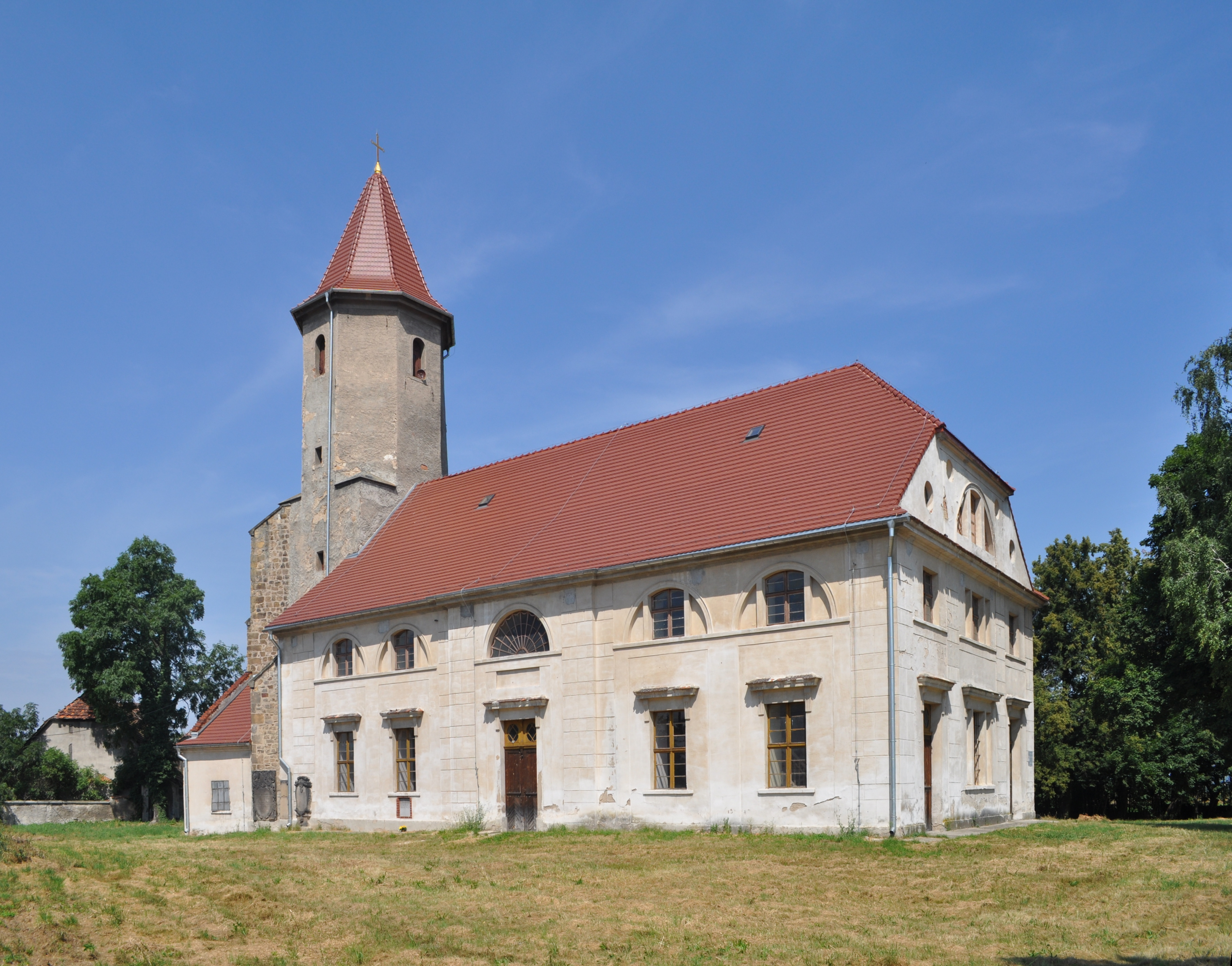
Studnica

## Sołectwa
Bobrów, Głuchowice, Gniewomirowice, Goślinów, Grzymalin, Jakuszów, Jezierzany, Kochlice, Miłkowice, Pątnówek, Rzeszotary-Dobrzejów, Siedliska, Studnica, Ulesie, Lipce.

## Sąsiednie gminy
Chojnów, Krotoszyce, Kunice, Legnica, Lubin, Złotoryja